# Бомпјетро
Бомпјетро (итал. Bompietro) је насеље у Италији у округу Палермо, региону Сицилија.
Према процени из 2011. у насељу је живело 1370 становника. Насеље се налази на надморској висини од 725 м.

## Становништво
| 1931. | 1936. | 1951. | 1961. | 1971. | 1981. | 1991. | 2001. | 2011. |
| ----- | ----- | ----- | ----- | ----- | ----- | ----- | ----- | ----- |
| 3.604 | 3.628 | 3.841 | 3.476 | 2.810 | 2.381 | 2.055 | 1.754 | 1.474 |